# Castle of Dr. Brain
Castle of Dr. Brain es un videojuego educativo lanzado en 1991 por Sierra On-line. Es un juego de aventura disponible en Internet Archive.

## Gameplay
El objeto del juego es resolver los rompecabezas instalados en el castillo para conseguir un trabajo como ayudante del científico loco, un puesto que el Dr. había anunciado. Para pasar al interior del castillo, el jugador tiene que resolver un juego de memoria delante la puerta. Una vez en el Interior, el jugador tiene que solucionar rompecabezas dentro de los pasillos y habitaciones del castillo. hay también tres laberintos en los qué el jugador tiene que guiar un ascensor entre piso y piso.
Muchos de los rompecabezas requieren habilidad en matemáticas y lógica, pero también en otras disciplinas. Un rompecabezas requiere solucionar un criptograma, y más tarde  puzles de astronomía. 
El castillo de Dr. Cerebro es una aventura de point-and-clic y tiene tres niveles de dificultad, que el jugador puede cambiar en cualquier momento. El puntero con forma de mano interaccionará con los rompecabezas, con forma de ojo dará información sobre un objeto, ocasionalmente dando a pistas. El juego también presenta Monedas  que el jugador gana al solucionar rompecabezas y puede utilizar para solucionar rompecabezas más difíciles.

## Desarrollo
El juego fue una idea de Corey Cole. Cole quiso implementar los elementos de ciencia y tecnología en un juego de aventura. Sierra le dio el visto bueno para desarrollar el juego después de ver su concepto. Muchas de las inspiraciones de Cole provinieron de viejos juegos como cerebro, Verdugo y otros.

## Recepción
En 1992 dragón le dio al juego 4 de 5 estrellas. Computer Gaming alabó a Dr. Cerebro, llamando al juego "uno de los más entretenidos rompecabezas", tan bien construido que convertirá a los que odian los rompecabezas en amantes de los rompecabezas".